# Massaker am Nueces River 1862

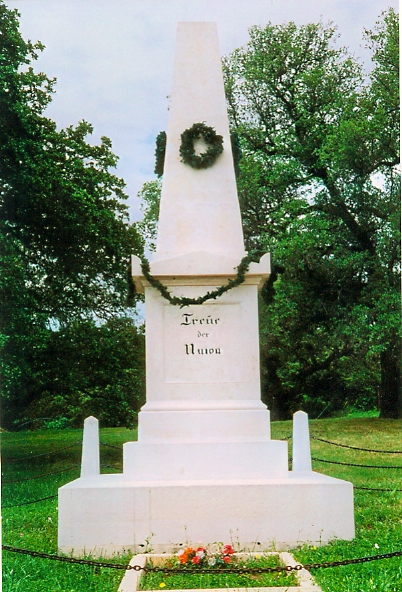
Denkmal mit deutscher Inschrift (Treue der Union) für die Opfer des Massakers, Comfort

Das Massaker am Nueces River 1862 war ein Kriegsverbrechen der Südstaaten-Armee im Amerikanischen Bürgerkrieg, begangen an deutschstämmigen texanischen Kriegsdienstverweigerern am 10. August 1862.
Das gewaltsame Zusammentreffen der konföderierten Südstaaten-Soldaten mit den – aus ihrer Sicht – rebellierenden Deutsch-Texanern ereignete sich zwanzig Meilen vor Fort Clark im Kinney County im Bundesstaat Texas.
Die Vorgeschichte des Zwischenfalls bestand im Frühjahr 1862 aus der Einberufung einer konföderierten Truppen-Musterung (conscription) für alle wehrfähigen männlichen Texaner. Viele Deutsch-Texaner erhoben dagegen Einwände. Sie waren ebenso wie viele mexikanischstämmige Einwohner überzeugte weltanschauliche Unterstützer der gegnerischen Seite, der Unionisten, im sich anbahnenden Bürgerkrieg. Diese Deutsch-Texaner kamen vor allem aus Siedlungsgebieten in Zentraltexas sowie aus Gemeinden des texanischen Hügellands (Gillespie County, Kerr County, Kendall County, Medina County und Bexar County.) Als das Abstimmungsverhalten der Bürger dieser Countys bekannt wurde, wurden sie von den konföderierten Regierenden zu Abtrünnigen erklärt. Zugleich schickte man Soldaten, um ihre Meinungsänderung gewaltsam zu erzwingen. Als das wiederum bekannt wurde, entschlossen sich viele deutschstämmige Texaner aus beiden Regionen zur Flucht nach Mexiko.
Am 10. August 1862 wurden 61 fliehende Deutsch-Texaner, die aus dem texanischen Hügelland stammten, von konföderierten Kavallerie-Einheiten am Westufer des Nueces River gestellt. Die Soldaten erschossen 34 Flüchtlinge. Einige von ihnen wurden, wie spätere Ermittlungen ergaben, exekutiert, nachdem sie sich ergeben hatten.
Die deutschstämmigen Flüchtlinge aus Zentral-Texas entgingen einem ähnlichen Geschick. Sie schafften es unter der Führung von Paul Machemehl aus Austin County nach Mexiko-Stadt.